# Eduard Claudi
Eduard Gustav Adalbert Claudi (26. září 1810 České Budějovice – 27. září 1884 Poříčí) byl český politik německé národnosti, v 2. polovině 19. století dlouholetý starosta Českých Budějovic, poslanec Českého zemského sněmu a Říšské rady.

## Biografie
Narodil se v Českých Budějovicích do rodiny městského tajemníka Matthäuse Klaudiho. Vystudoval práva a pak nastoupil na praxi na magistrát v Českých Budějovicích. Od roku 1854 byl majitelem zámku Poříčí.
Po obnovení ústavního života v Rakouském císařství počátkem 60. let 19. století se zapojil i do zemské a celostátní politiky. V zemských volbách v Čechách v roce 1861 byl zvolen ve velkostatkářské kurii (volební skupina nesvěřenecké velkostatky) do Českého zemského sněmu. Ve volbách do Českého zemského sněmu v březnu 1867 byl do sněmu zvolen za městskou kurii v obvodu České Budějovice. Znovu v tomto obvodu uspěl ve volbách roku 1872 a volbách roku 1883. V letech 1872–1878 (podle jiného zdroje 1871–1878) byl náměstkem Nejvyššího maršálka Království českého (tedy místopředsedou zemského sněmu).
Opakovaně byl rovněž poslancem Říšské rady (celostátní zákonodárný sbor), kam ho vyslal zemský sněm poprvé roku 1871 (tehdy ještě Říšská rada nevolena přímo, ale tvořena delegáty jednotlivých zemských sněmů) za kurii venkovských obcí v Čechách. Uspěl i v prvních přímých volbách do Říšské rady roku 1873 (městská kurie, obvod České Budějovice). Mandát obhájil za týž obvod i ve volbách do Říšské rady roku 1879. Politicky se profiloval jako německý liberál (tzv. Ústavní strana). Na Říšské radě se v říjnu 1879 uvádí jako člen staroněmeckého Klubu liberálů (Club der Liberalen).
Po celé období své aktivní politické dráhy působil jako starosta Českých Budějovic (v letech 1865–1884). Jeho nástup do čela radnice v roce 1865 zahájil období německé dominance v Budějovicích (díky silnému volebnímu německému bloku se do městské rady nedostal ani jeden etnický Čech), sám Claudi ve funkci starosty vystřídal Čecha Františka Josefa Klavíka. V roce 1880 mu bylo uděleno čestné občanství Českých Budějovic. V říjnu 1866 získal rytířský Řád Františka Josefa a v únoru 1872 Řád železné koruny 3. třídy. Ve funkci starosty také předsedal městské spořitelně.
Zemřel roku 1884 na svém panství v Poříčí u Boršova nad Vltavou. Pohřben byl do rodinné hrobky na staroměstském hřbitově v Českých Budějovicích.